# Gesneria
Pour le genre de papillons de la sous-famille des Scopariinae, voir Gesneria (Gesneria Hübner 1825).
Genre
Gesneria est un genre de plantes à fleurs de la famille des Gesneriaceae. Ce genre comprend de nombreuses espèces herbacées d'Amérique tropicale, à fleurs tubulaires et racines le plus souvent tubéreuses.
Ce genre typique des Gesnériacées a été décrit en 1753 par le naturaliste suédois Carl von Linné (1707-1778). En 1703, Charles Plumier avait nommé ce genre Gesnera en hommage au naturaliste suisse Conrad Gesner (1516-1565), mais Linné l'a ensuite renommé Gesneria. L'espèce type est Gesneria humilis L.

## Liste d'espèces
Selon GRIN (23 mai 2017) :
- Gesneria hybr.
- Gesneria pauciflora Urb.

Selon The Plant List (23 mai 2017) :
- Gesneria acaulis L.
- Gesneria alpina (Urb.) Urb.
- Gesneria aspera Urb. & Ekman
- Gesneria auriculatum (Hook.) Kuntze
- Gesneria barahonensis Urb.
- Gesneria binghamii (Griseb.) C.V.Morton
- Gesneria brachysepala Urb. & Ekman
- Gesneria brevifolia Urb.
- Gesneria bullata Urb. & Ekman
- Gesneria calycina Sw.
- Gesneria calycosa (Hook.) Kuntze
- Gesneria christii Urb.
- Gesneria citrina Urb.
- Gesneria clandestina (Griseb.) Urb.
- Gesneria clarensis Britton & P.Wilson
- Gesneria cubensis (Decne.) Kuntze
- Gesneria cuneifolia (DC.) Fritsch
- Gesneria decapleura Urb.
- Gesneria denticulata Alain
- Gesneria duchartreoides (C.H.Wright) Urb.
- Gesneria ekmanii Urb.
- Gesneria exserta Sw.
- Gesneria filipes Alain
- Gesneria fruticosa (L.) Kuntze
- Gesneria glandulosa (Griseb.) Urb.
- Gesneria gloxinioides (Griseb.) Urb.
- Gesneria haitiensis L.E.Skog
- Gesneria harrisii Urb.
- Gesneria heterochroa Urb.
- Gesneria humilis L.
- Gesneria hybocarpa Urb. & Ekman
- Gesneria hypoclada Urb. & Ekman
- Gesneria jamaicensis Britton
- Gesneria lanceolata Urb. & Ekman
- Gesneria libanensis Linden ex E.Morren
- Gesneria odontophylla Urb. & Ekman
- Gesneria onychocalyx L.E.Skog
- Gesneria pachyclada Urb.
- Gesneria parvifolia Alain
- Gesneria pauciflora Urb.
- Gesneria pedicellaris Alain
- Gesneria pedunculosa (DC.) Fritsch
- Gesneria pulverulenta Alain
- Gesneria pumila Sw.
- Gesneria purpurascens Urb.
- Gesneria reticulata (Griseb.) Urb.
- Gesneria salicifolia (Griseb.) Urb.
- Gesneria scabra Sw.
- Gesneria shaferi Urb.
- Gesneria ventricosa Sw.
- Gesneria vernicosa (Urb. & Ekman) Wiehler
- Gesneria viridiflora (Decne.) Kuntze
- Gesneria wrightii Urb.
- Gesneria zeziana Kitan.